# Ambivalência
Ambivalência é um estado de ter, simultaneamente, sentimentos conflitantes perante uma pessoa ou coisa.
De outro modo, ambivalência é a experiência de ter pensamentos e emoções simultaneamente positivas e negativas em relação a alguém ou alguma coisa.
Um exemplo comum de ambivalência é o sentimento de amor e ódio por uma mesma pessoa.
A palavra "ambivalente" deriva do latim prefixo ambi, que significa "ambos", e valência, que é derivado do latim valentia, significando "força". O termo foi proposto pelo psicanalista Eugen Bleuler (Vortrag über Ambivalenz, 1910) e foi depois redefinido por Freud.
É comum utilizar a palavra "ambivalente" para descrever a falta de sentimentos diante de questões ou circunstâncias. Mas a palavra mais específica e convencionalmente aceita para usar neste caso seria "indiferente". 
Uma boa maneira de efetuar a utilização correta é a de lembrar que o prefixo ambi significa "ambos", por isso, se você é "ambivalente", você tem sentimentos positivos e negativos por algo, ou sentimentos de ambos os lados de uma questão.
Ambivalência é vivida como psicologicamente desagradável quando os aspectos positivos e negativos de um assunto são presentes na mente de uma pessoa ao mesmo tempo.
Este estado pode levar à evasão, ou à deliberada tentativa de resolver a ambivalência. Quando a situação não requer uma decisão a ser tomada, as pessoas têm menos desconforto mesmo quando o sentimento é ambivalente.